# Bill Jennings
Derek E. Jennings (ur. 13 września 1923 w Griekwastadzie, zm. 1 września 2010) – południowoafrykański konstruktor i kierowca wyścigowy.

## Kariera
W połowie lat 50. ścigał się Rileyem, zostając w połowie lat 50. (1954, 1956, 1957) trzykrotnym mistrzem Południowej Afryki. Następnie samochód ten sprzedał Johnowi Love'owi. W 1958 roku zajął Borgwardem Isabellą piąte miejsce w wyścigu 4h Kapsztadu.
W tym samym roku po raz pierwszy testował prototyp Dart. Wystartował nim między innymi w Grand Prix Angoli 1959 oraz w Grand Prix Południowej Afryki 1960, ale bez większych sukcesów. Samochód ten posiadał zamontowany z przodu silnik Porsche sprzężony ze skrzynią biegów Peugeota 403. Później ścigał się samochodami własnej konstrukcji w specyfikacji Formuły 1. Były to pojazdy z nadwoziem w postaci ramy oraz silnikiem i skrzynią biegów Porsche Porsche RSK. W 1960 roku zajął nim 10. miejsce w Grand Prix Kapsztadu. Rok później zajął tym samochodem m.in. dwunaste miejsce w Grand Prix Południowej Afryki, jedenaste w Grand Prix Randu czy dziewiąte w Grand Prix Natalu. Nie ukończył natomiast Grand Prix Kapsztadu 1962.
W 1963 roku startował Fiatem-Abarthem Zagato w 2h Kapsztadu. Wyścigu jednak nie ukończył.